# Perfect (canción de The Smashing Pumpkins)
«Perfect» es una canción del grupo musical estadounidense The Smashing Pumpkins, la cual fue escrita por su líder, Billy Corgan. Corresponde al segundo sencillo y la tercera canción del cuarto álbum de estudio, Adore.
El sencillo fue lanzado el 7 de septiembre de 1998. Además, la canción forma parte del disco de grandes éxitos del grupo, titulado Rotten Apples.

## Composición
La canción es audiblemente similar a "1979", el segundo sencillo del álbum anterior, Mellon Collie and the Infinite Sadness.
Perfect (así como "1979") es considerada como una de las melodías más alegres que Billy Corgan escribió e interpretó con The Smashing Pumpkins. 
El tema de la canción es (de manera absolutamente concluyente) acerca de la ruptura de una relación.

## Lanzamiento
En el momento en que el sencillo fue lanzado, el interés por el nuevo sonido del grupo y en el nuevo álbum Adore comenzó a disminuir. Se pensó que el tercer sencillo del álbum podía ser "Crestfallen" o "To Sheila"; se publicaron sencillos promocionales para ambas canciones, pero aparentemente era "Crestfallen" la canción elegida para ser publicada como sencillo comercial, cuando el grupo la interpretó en vivo en los VH1 Fashion Awards. Sin embargo, debido a las bajas ventas de Adore, "Perfect" terminó siendo el segundo y último sencillo del álbum.
El grupo interpretó la canción en el programa Saturday Night Live, siendo presentados por la actriz Cameron Diaz.

## Vídeo musical
Para ampliar las similitudes entre "Perfect" y "1979", el grupo lanzó un vídeo musical en agosto de 1998, con la continuación de la historia de los personajes del vídeo de "1979". Para ello, debieron ser capaces de encontrar a 4 de los 5 actores originales del video musical de 1979, incluyendo a Giuseppe Andrews. El quinto se encontraba encarcelado. Se contrató al mismo equipo de directores, conformados por la dupla de Jonathan Dayton y Valerie Faris.
El vídeo también contiene material del grupo interpretado frente a algunos fanáticos que fueron invitados para asistir a la grabación de las escenas de una presentación en vivo. El grupo tocó una serie de canciones pesadas que no interpretaban durante los conciertos regulares en ese entonces, como "Where Boys Fear to Tread", "Bodies" y "Pug".
El vídeo debutó el 16 de septiembre de 1998 en el programa "120 Minutos" de MTV, en la 16.ª posición.

## Lista de canciones
- Sencillo, parte 1 (versión del Reino Unido)[4]

1. «Perfect» − 3:27
2. «Summer» − 3:14
3. «Perfect» (Nellee Hooper Mix) − 4:15

- Sencillo, parte 2 (versión del Reino Unido)[4]

1. «Perfect» − 3:27
2. «Perfect» (Perfecto Mix) − 7:02
3. «Daphne Descends» (Kerry B. Mix) − 3:53

- Sencillo, edición limitada (versión de Estados Unidos)[4]

1. «Perfect» − 3:27
2. «Perfect» (Nellee Hooper Mix) − 4:15
3. «Perfect» (Nellee Hooper Instrumental) − 4:14
4. «Perfect» (Perfecto Mix) − 7:02
5. «Perfect» (Perfecto Dub) − 7:01
6. «Perfect» (Electro Breakbeat Mix) − 6:04

1. «Perfect» − 3:27
2. Álbum Versión − 3:31